# Рибажовиці (Нижньосілезьке воєводство)
Рибажовиці (пол. Rybarzowice, нім. Reibersdorf) — село в Польщі, у гміні Боґатиня Зґожелецького повіту Нижньосілезького воєводства.
У 1975-1998 роках село належало до Єленьоґурського воєводства.